# Maria Ansorge
Maria Ansorge, född 1880, död 1955, var en tysk politiker (socialdemokrat). Hon var ledamot i den tyska riksdagen 1920-1933. 
Ansorge hade endast grundskoleutbildning och arbetade från 1894 inom jordbruksindustrin och textilindustrin innan hon 1905 blev medlem inom det socialdemokratiska partiet (SPD). Hon var sedan aktiv inom Barnomsorgen och organisationen Arbetarnas Välfärd i Waldenburg. 1920 blev hon invald i riksdagen för SPD och satt till 1933. Hon förlorade sin riksdagsplats vid nazisternas maktövertagande 1933 och blev vid flera tillfällen arresterad och trakasserad. I samband med 20 juli-attentatet 1944 arresterades hon och sattes i Ravensbrück koncentrationsläger. 